# 前295年
| 千纪： | 前1千纪 |
| 世纪： | 前4世纪 \| 前3世纪 \| 前2世纪 |
| 年代： | 前320年代 \| 前310年代 \| 前300年代 \| 前290年代 \| 前280年代 \| 前270年代 \| 前260年代                                                      |
| 年份： | 前300年 \| 前299年 \| 前298年 \| 前297年 \| 前296年 \| 前295年 \| 前294年 \| 前293年 \| 前292年 \| 前291年 \| 前290年                        |
| 纪年： | 周赧王二十年 魯後文公八年 齊湣王六年 趙惠文王四年 魏昭王元年 韓釐王元年 秦昭襄王十二年 楚頃襄王四年 宋康王三十四年 衛嗣君四十年 燕昭王十九年 |

## 大事记
- 秦國國尉司馬錯，攻擊魏國所屬的襄城
- 趙王太上皇趙雍(趙武靈王)，與齊王國、燕王國聯合，共滅中山王國，把它的國王放逐到膚施。趙雍回到首都邯鄲，犒賞全國軍民，大赦天下，人民聚會飲宴五天
- 沙丘之亂，趙國李兌、趙成發動政變，太上皇趙雍行宮被圍達三月之久。最後趙雍被活活餓死，趙國始向各國報喪。
- 年初，屈原被下令放逐江南即今湘西漵浦一帶。
- 秦國免除樓緩丞相職務，任命王舅魏冉為相。
- 羅馬人贏得了意大利中部，並向南推進，兵臨希臘殖民城市塔倫坦城下。希臘人經過兩次“皮洛士勝利”後，被迫撤離。
- 馬其頓共治國王之一安提帕特一世殺死母親帖撒羅妮加太后，並試圖把亞歷山大五世逐出馬其頓王國，亞歷山大五世遂向德米特里一世和皮洛士求助。

## 逝世
- 趙武靈王趙雍，戰國時代趙國君主。
- 公子章，趙武靈王長子。
- 肥義，戰國時代趙國大臣，歷仕趙肅侯、趙武靈王、趙惠文王三代，沙丘之亂時，為保護趙惠文王而殉難。
- 田不禮，戰國時代趙國大夫，與公子章串謀發動沙丘之變，失敗後被殺。
- 帖撒羅妮加，馬其頓王國腓力二世的女兒，亞歷山大大帝的妹妹，卡山德之妻。